# Agustín Juárez
Agustín Juárez (Junín, 24 maggio 2005) è un calciatore argentino, attaccante del Recreativo Granada in prestito dal Newell's Old Boys.

## Carriera
Juárez è cresciuto nel settore giovanile del Newell's Old Boys, con cui ha debuttato in prima squadra il 5 ottobre 2024 nell'incontro di Primera División vinto 2-1 contro il Lanús. Il 22 ottobre seguente ha firmato il suo primo contratto professionistico con il club rossonero ed il 15 dicembre ha segnato il suo primo gol nella trasferta vinta 3-1 contro il Talleres (C).

## Statistiche

### Presenze e reti nei club
Statistiche aggiornate al 26 dicembre 2024.
| Stagione        | Squadra           | Campionato      | Campionato | Campionato | Coppe nazionali | Coppe nazionali | Coppe nazionali | Coppe continentali | Coppe continentali | Coppe continentali | Altre coppe | Altre coppe | Altre coppe | Totale | Totale | Totale |
| Stagione        | Squadra           | Comp            | Pres       | Reti       | Comp            | Pres            | Reti            | Comp               | Pres               | Reti               | Comp        | Pres        | Reti        | Pres   | Reti   |        |
| --------------- | ----------------- | --------------- | ---------- | ---------- | --------------- | --------------- | --------------- | ------------------ | ------------------ | ------------------ | ----------- | ----------- | ----------- | ------ | ------ | ------ |
| 2024            | Newell's Old Boys | PD              | 4          | 1          | CA+CdL          | 0               | 0               |                    | -                  | -                  |             | -           | -           | 4      | 1      |        |
| Totale carriera | Totale carriera   | Totale carriera | 4          | 1          |                 | 0               | 0               |                    | -                  | -                  |             | -           | -           | 4      | 1      |        |